# Clas von Collan
Clas Herman von Collan, född 11 oktober 1862 i Sankt Petersburg, död 1 november 1939 i Helsingfors, var en finländsk bankman. Han var son till Alexander von Collan. 
Efter att ha blivit juris kandidat 1886 tjänstgjorde von Collan vid Finlands Bank från 1893 och blev ordförande för bankens direktion 1907. På denna post kämpade han mot förryskningen av Finlands penningväsen. Han ansökte hösten 1918 om avsked från sin befattning och övergick till chefsposten vid Fastighetsbanken i Finland, som han innehade till 1933. Han ansågs som en av landets skickligaste finansmän. Han representerade sin ätt i ståndslantdagen och var en av adelns och ridderskapets mest framträdande gestalter. Genom hans dristighet bortfördes Finlands Banks guldkassa från Helsingfors vid årsskiftet 1917–1918, och med den som säkerhet erhöll den vita Vasasenaten svensk kredit.